# Slovénie aux Jeux olympiques de la jeunesse d'hiver de 2012
La Slovénie a participé aux Jeux olympiques de la jeunesse d'hiver de 2012 à Innsbruck en Autriche du 13 au 22 janvier 2012. L'équipe slovène était composée de 21 athlètes dans 9 sports différents.

## Médaillés
| Médaille | Nom                                     | Sport       | Épreuve                 | Date       |
| -------- | --------------------------------------- | ----------- | ----------------------- | ---------- |
| Or       | Anže Lanišek                            | Saut à ski  | Individuel hommes       | 14 janvier |
| Argent   | Miha Hrobat                             | Ski alpin   | Combiné hommes          | 15 janvier |
| Argent   | Tim-Kevin Ravnjak                       | Snowboard   | Half-pipe hommes        | 15 janvier |
| Argent   | Anamarija Lampič                        | Ski de fond | 5 km femmes             | 17 janvier |
| Argent   | Urša Bogataj Luka Pintaric Anže Lanišek | Saut à ski  | Compétition par équipes | 21 janvier |
| Bronze   | Urša Bogataj                            | Saut à ski  | Individuel femmes       | 14 janvier |
| Bronze   | Lea Einfalt                             | Ski de fond | 5 km femmes             | 17 janvier |

### Ski alpin
La Slovénie a qualifié 4 athlètes.
Hommes
| Athlètes       | Épreuve      | Finale          | Finale          | Finale          | Finale          |
| Athlètes       | Épreuve      | Manche 1        | Manche 2        | Total           | Rang            |
| -------------- | ------------ | --------------- | --------------- | --------------- | --------------- |
| Štefan Hadalin | Slalom       | 41 s 01         | 39 s 72         | 1 min 20 s 73   | 5               |
| Štefan Hadalin | Slalom géant | 59 s 27         | 58 s 21         | 1 min 57 s 48   | 17              |
| Štefan Hadalin | Super-G      |                 |                 | N'a pas terminé | N'a pas terminé |
| Štefan Hadalin | Combiné      | 1 min 04 s 16   | 38 s 03         | 1 min 42 s 67   | 7               |
| Miha Hrobat    | Slalom       | N'a pas terminé | N'a pas terminé | N'a pas terminé | N'a pas terminé |
| Miha Hrobat    | Slalom géant | 56 s 95         | Disqualifié     | Disqualifié     | Disqualifié     |
| Miha Hrobat    | Super-G      |                 |                 | N'a pas terminé | N'a pas terminé |
| Miha Hrobat    | Combiné      | 1 min 03 s 32   | 37 s 73         | 1 min 41 s 12   | 2               |

Femmes
| Athlètes       | Épreuve      | Finale        | Finale        | Finale           | Finale           |
| Athlètes       | Épreuve      | Manche 1      | Manche 2      | Total            | Rang             |
| -------------- | ------------ | ------------- | ------------- | ---------------- | ---------------- |
| Saša Brezovnik | Slalom       | 46 s 93       | 39 s 12       | 1 min 26 s 05    | 9                |
| Saša Brezovnik | Slalom géant | 59 s 26       | 59 s 91       | 1 min 59 s 17    | 10               |
| Saša Brezovnik | Super-G      |               |               | N'a pas terminée | N'a pas terminée |
| Saša Brezovnik | Combiné      | 1 min 06 s 85 | 36 s 63       | 1 min 43 s 48    | 11               |
| Claudia Seidl  | Slalom       | 45 s 75       | 40 s 75       | 1 min 26 s 50    | 11               |
| Claudia Seidl  | Slalom géant | 1 min 01 s 07 | 1 min 00 s 71 | 2 min 01 s 78    | 20               |
| Claudia Seidl  | Super-G      |               |               | 1 min 09 s 92    | 20               |
| Claudia Seidl  | Combiné      | 1 min 08 s 44 | 1 min 01 s 19 | 2 min 09 s 63    | 28               |

Équipe
| Athlètes                                                | Épreuve                              | Quart de finale | Demi-finale   | Finale        | Rang |
| ------------------------------------------------------- | ------------------------------------ | --------------- | ------------- | ------------- | ---- |
| Claudia Seidl Štefan Hadalin Saša Brezovnik Miha Hrobat | Épreuve parallèle par équipes mixtes | France D 2-2    | Non qualifiée | Non qualifiée | 5    |

### Biathlon
La Slovénie a qualifié 4 athlètes.
Hommes
| Athlètes    | Épreuve   | Finale        | Finale  | Finale |
| Athlètes    | Épreuve   | Temps         | Manqués | Rang   |
| ----------- | --------- | ------------- | ------- | ------ |
| Miha Dovžan | Sprint    | 21 min 10 s 2 | 3       | 17     |
| Miha Dovžan | Poursuite | 30 min 04 s 4 | 1       | 5      |
| Vid Zabret  | Sprint    | 21 min 39 s 3 | 3       | 21     |
| Vid Zabret  | Poursuite | 34 min 51 s 8 | 9       | 35     |

Femmes
| Athlètes    | Épreuve   | Finale        | Finale  | Finale |
| Athlètes    | Épreuve   | Temps         | Manqués | Rang   |
| ----------- | --------- | ------------- | ------- | ------ |
| Anthea Grum | Sprint    | 21 min 51 s 7 | 6       | 41     |
| Anthea Grum | Poursuite | 34 min 22 s 0 | 3       | 31     |
| Eva Urevc   | Sprint    | 20 min 15 s 8 | 6       | 28     |
| Eva Urevc   | Poursuite | 33 min 55 s 7 | 10      | 25     |

Mixte
| Athlètes                                           | Épreuve                           | Finale            | Finale  | Finale |
| Athlètes                                           | Épreuve                           | Temps             | Manqués | Rang   |
| -------------------------------------------------- | --------------------------------- | ----------------- | ------- | ------ |
| Eva Urevc Anthea Grum Vid Zabret Miha Dovžan       | Relais mixte                      | 1 h 18 min 07 s 6 | 2+17    | 11     |
| Eva Urevc Anamarija Lampič Miha Dovzan Miha Šimenc | Relais mixte ski de fond/biathlon | 1 h 10 min 10 s 0 | 4+9     | 16     |

### Ski de fond
La Slovénie a qualifié 4 athlètes.
Hommes
| Athlètes    | Épreuve      | Finale        | Finale |
| Athlètes    | Épreuve      | Temps         | Rang   |
| ----------- | ------------ | ------------- | ------ |
| Miha Šimenc | 10 km hommes | 30 min 30 s 9 | 7      |
| Matic Slabe | 10 km hommes | 31 min 55 s 2 | 22     |

Femmes
| Athlètes         | Épreuve     | Finale        | Finale |
| Athlètes         | Épreuve     | Temps         | Rang   |
| ---------------- | ----------- | ------------- | ------ |
| Lea Einfalt      | 5 km femmes | 15 min 01 s 2 | 3      |
| Anamarija Lampič | 5 km femmes | 14 min 37 s 7 | 2      |

Sprint
| Athlètes         | Épreuve       | Qualification | Qualification | Quart de finale | Quart de finale | Demi-finale  | Demi-finale  | Finale       | Finale       |
| Athlètes         | Épreuve       | Total         | Rang          | Total           | Rang            | Total        | Rang         | Total        | Rang         |
| ---------------- | ------------- | ------------- | ------------- | --------------- | --------------- | ------------ | ------------ | ------------ | ------------ |
| Miha Šimenc      | Sprint hommes | 1 min 48 s 15 | 21 Q          | 1 min 46 s 9    | 2 Q             | 2 min 04 s 0 | 6            | Non qualifié | Non qualifié |
| Matic Slabe      | Sprint hommes | 1 min 54 s 56 | 37            | Non qualifié    | Non qualifié    | Non qualifié | Non qualifié | Non qualifié | Non qualifié |
| Lea Einfalt      | Sprint femmes | 2 min 04 s 06 | 19 Q          | 1 min 59 s 4    | 3 Q             | 2 min 00 s 2 | 3 Q          | 2 min 04 s 6 | 6            |
| Anamarija Lampič | Sprint femmes | 2 min 00 s 18 | 8 Q           | 2 min 00 s 6    | 1 Q             | 1 min 58 s 9 | 2 Q          | 1 min 58 s 9 | 4            |

Mixte
| Athlètes                                           | Épreuve                           | Finale            | Finale  | Finale |
| Athlètes                                           | Épreuve                           | Temps             | Manqués | Rang   |
| -------------------------------------------------- | --------------------------------- | ----------------- | ------- | ------ |
| Eva Urevc Anamarija Lampič Miha Dovzan Miha Šimenc | Relais mixte ski de fond/biathlon | 1 h 10 min 10 s 0 | 4+9     | 16     |

### Ski acrobatique
La Slovénie a qualifié 1 athlète.
Ski half-pipe
| Athlètes      | Épreuve              | Qualification | Qualification | Finale        | Finale        |
| Athlètes      | Épreuve              | Points        | Rang          | Points        | Rang          |
| ------------- | -------------------- | ------------- | ------------- | ------------- | ------------- |
| Monika Loboda | Ski half-pipe femmes | 41,00         | 9             | Non qualifiée | Non qualifiée |

### Hockey sur glace
La Slovénie a qualifié 2 athlètes.
Hommes
| Athlètes(s)  | Épreuve            | Qualification | Qualification | Grande finale | Grande finale |
| Athlètes(s)  | Épreuve            | Points        | Rang          | Points        | Rang          |
| ------------ | ------------------ | ------------- | ------------- | ------------- | ------------- |
| Primož Čuvan | Concours d'agilité | 14            | 5 Q           | 18            | 5             |

Femmes
| Athlètes(s) | Épreuve            | Qualification | Qualification | Grande Finale | Grande Finale |
| Athlètes(s) | Épreuve            | Points        | Rang          | Points        | Rang          |
| ----------- | ------------------ | ------------- | ------------- | ------------- | ------------- |
| Urša Pazlar | Concours d'agilité | 0             | 15            | Non qualifiée | Non qualifiée |

### Combiné nordique
La Slovénie a qualifié 1 athlète.
Hommes
| Athlètes      | Épreuve           | Saut à ski | Saut à ski | Ski de fond | Ski de fond   | Finale        | Finale |
| Athlètes      | Épreuve           | Points     | Rang       | Retard      | Temps ski     | Total temps   | Rang   |
| ------------- | ----------------- | ---------- | ---------- | ----------- | ------------- | ------------- | ------ |
| Luka Pintarič | Individuel hommes | 125,8      | 6          | 0:47        | 28 min 43 s 8 | 29 min 30 s 8 | 10     |

### Skeleton
La Slovénie a qualifié 1 athlète.
Femmes
| Athlètes | Épreuve           | Finale   | Finale   | Finale  | Finale |
| Athlètes | Épreuve           | Manche 1 | Manche 2 | Total   | Rang   |
| -------- | ----------------- | -------- | -------- | ------- | ------ |
| Eva Vuga | Individuel femmes | Annulée  | 59 s 89  | 59 s 89 | 8      |

### Saut à ski
La Slovénie a qualifié 2 athlètes.
Hommes
| Athlètes     | Épreuve           | 1er saut | 1er saut | 2e saut  | 2e saut | Total  | Total |
| Athlètes     | Épreuve           | Distance | Points   | Distance | Points  | Points | Rang  |
| ------------ | ----------------- | -------- | -------- | -------- | ------- | ------ | ----- |
| Anže Lanišek | Individuel hommes | 81,0 m   | 143,7    | 79,0 m   | 142,4   | 286,1  | 1     |

Femmes
| Athlètes     | Épreuve           | 1er saut | 1er saut | 2e saut  | 2e saut | Total  | Total |
| Athlètes     | Épreuve           | Distance | Points   | Distance | Points  | Points | Rang  |
| ------------ | ----------------- | -------- | -------- | -------- | ------- | ------ | ----- |
| Urša Bogataj | Individuel femmes | 71,5 m   | 120,4    | 71,5 m   | 118,9   | 239,3  | 3     |

Équipe avec le combiné nordique
| Athlètes                                | Épreuve                 | 1er tour | 2e tour | Total | Rang |
| --------------------------------------- | ----------------------- | -------- | ------- | ----- | ---- |
| Urša Bogataj Luka Pintaric Anže Lanišek | Compétition par équipes | 262,5    | 348,0   | 610,5 | 2    |

### Snowboard
La Slovénie a qualifié 2 athlètes.
Hommes
| Athlètes          | Épreuve           | Qualification | Qualification | Qualification | Demi-finale | Demi-finale | Demi-finale | Finale   | Finale   | Finale |
| Athlètes          | Épreuve           | Manche 1      | Manche 2      | Rang          | Manche 1    | Manche 2    | Rang        | Manche 1 | Manche 2 | Rang   |
| ----------------- | ----------------- | ------------- | ------------- | ------------- | ----------- | ----------- | ----------- | -------- | -------- | ------ |
| Jan Kralj         | Half-pipe hommes  | 65,50         | 69,00         | 4 q           | 76,00       | 67,50       | 3 Q         | 68,25    | 75,00    | 6      |
| Jan Kralj         | Slopestyle hommes | 73,75         | 51,00         | 5 Q           |             |             |             | 58,50    | 85,25    | 4      |
| Tim-Kevin Ravnjak | Half-pipe hommes  | 89,25         | 93,00         | 1 Q           |             |             |             | 59,35    | 86,75    | 2      |
| Tim-Kevin Ravnjak | Slopestyle hommes | 43,75         | 73,25         | 6 Q           |             |             |             | 41,75    | 41,75    | 15     |